# Saháranpur
Saháranpur (hindsky सहारनपुर, urdsky سهارنپور‎) je město v Uttarpradéši, jednom ze svazových států Indie. K roku 2011 měl přibližně 705 tisíc obyvatel a byl správním střediskem svého okresu.

## Poloha a doprava
Město leží v nížině Gangy přibližně 155 kilometrů severně od Dillí. V rámci Uttarpradéše leží v jeho severozápadním cípu, nedaleko hranice Harijány, Uttarákhandu a Himáčalpradéše.